# Зюркалова Анастасія Дмитрівна
Анастасія Дмитрівна Зюркалова (нар. 23 жовтня 1991, Київ, Україна) — українська акторка кіно та театру.

## Життєпис
Народилася 23 жовтня 1991 року в Києві. Навчалася у київській гімназії № 32 з лінгвістичним ухилом, де вивчала англійську та німецьку мови. Відвідувала художню студію, займалася плаванням, фотографією і малюванням. Навчалася у київській модельної студії «Карін».
У кіно опинилася випадково, коли їй було 10 років. Потрапила на кастинг мелодрами режисера Оксани Байрак «Сніжне кохання, або Сон у зимову ніч» за сценарієм Валентина Азернікова.
Після першої виконаної ролі в кіно вирішила стати професійною акторкою. Режисер Оксана Байрак зняла Настю в головних ролях багатьох своїх фільмів. Роль дівчинки з Прип'яті у фільмі «Аврора» була написана спеціально для неї.
2016 року з відзнакою закінчила Київський театральний університет ім. Карпенко-Карого (майстерня Народного артиста України Миколи Рушковського).
Дебют на професійній театральній сцені відбувся навесні 2014 року в постановці заслуженого артиста України режисера Ігоря Славинського «Антігона» (роль Антігони), в Київській академічній майстерні театрального мистецтва «Сузір'я». Давала уроки у дитячому клубі «Champion Kids» за напрямком «акторська майстерність».
У перший тиждень російського вторгнення в Україну виїхала до Канади, де заробляє офіціанткою.

## Сім'я
Мати Анастасії — чемпіонка світу з гімнастики Оксана Омелянчик, батько — колишній військовий, а нині бізнесмен Дмитро Зюркалов. У Анастасії є брат Іван.

## Театральні роботи
- 2014 — «Антігона» Жана Ануя; реж. Ігор Славинський — Антігона[6]
- 2014 — «Безіменна зірка» за п'єсою Михаїла Себастіана; реж. Бєсєдін — Елеонора Замфіреску[7]
- 2015 — «Врятуйте наші душі» Костянтина Симонова; реж. Микола Рушковський — Жінка, на якій він одружився[7]
- 2015 — «Танець „Делі“» Івана Вирипаєва; реж. Артур Невінчаний, Київська академічна майстерня театрального мистецтва «Сузір'я» — Лєра[8]
- 2015 — «Стан облоги» Альбера Камю — Чума
- 2015 — «Диваки» — Мати
- 2016 — «Тарганище» Корнія Чуковського — Горобець[9]
- 2021 — «Вишневий сад» за п'єсою Антона Чехова; реж. Слава Жила, Київський академічний театр «Актор» — Аня[10]

## Фільмографія
| Рік  |   | Українська назва                      | Оригінальна назва                     | Роль                   |
| ---- | - | ------------------------------------- | ------------------------------------- | ---------------------- |
| 2002 | ф | Снігове кохання, або Сон у зимову ніч | Снежная любовь, или Сон в зимнюю ночь | Ляля, головна роль     |
| 2003 | с | Жіноча інтуїція                       | Женская интуиция                      | Маша, дочка Олександра |
| 2004 | ф | Тобі справжньому                      | Тебе, настоящему                      | Ліза / Варя            |
| 2005 | с | Жіноча інтуїція 2                     | Женская интуиция-2                    | Маша, дочка Олександра |
| 2006 | ф | Аврора                                |                                       | Аврора                 |
| 2010 | с | Маршрут милосердя                     | Маршрут милосердия                    | Маша                   |
| 2011 | с | Останній кордон. Продовження          | Последний кордон. Продолжение         | Аня, подруга Юри       |
| 2014 | с | Лабіринти долі                        |                                       | Люська                 |
| 2015 | с | Нюхач-2                               |                                       | Поліна Міхєєва         |
| 2016 | ф | Моя бабуся Фані Каплан                |                                       | ?                      |
| 2021 | ф | Простір                               |                                       | ?                      |

## Нагороди та номінації
- 2004 — висунута на українську премію «Телетріумф» у номінації як «Найкраща акторка», за роль у фільмі «Жіноча інтуїція».
- 2005 — лауреат X Всеросійського фестивалю візуальних мистецтв у м. Туапсе у номінації «Найкраща акторка», за роль у фільмі «Тобі справжньому».
- 2007 — спеціальний приз фестивалю «Кіно-Ялта 2007» за дебют у фільмі «Аврора».